# Větrný mlýn v Dobřanech
Větrný mlýn v Dobřanech v lokalitě Kamínek je zaniklý mlýn holandského typu, který stál přibližně 1 kilometr severozápadně od centra obce na návrší ve výšce asi 365 m n. m.

## Historie
Zděný větrný mlýn byl postaven roku 1837 Janem Krammererem na obecní pastvině, kde do roku 1740 stála šibenice. Byl využíván na mletí kostí. Roku 1839 vyhořel a na jeho místě vznikla prachárna.